# Corollospora pseudopulchella
Corollospora pseudopulchella är en svampart som beskrevs av Nakagiri & Tokura 1988. Corollospora pseudopulchella ingår i släktet Corollospora och familjen Halosphaeriaceae.   Inga underarter finns listade i Catalogue of Life.